# JBC (entreprise)
Pour les articles homonymes, voir JBC.
JBC est une chaîne de magasins Belge de prêt-à-porter.

## Histoire
En 1975, l'ancien cycliste Jean-Baptist Claes (JBC) ouvre son premier magasin - un magasin d'usine - à Schulen, dans la province de Limbourg,. En 2013, le holding de JBC, Claes Retail Group, rachète 85% des parts de la société belge Mayerline,.